# Джордж Робінсон
Джордж Росс Робінсон (англ. George Robinson; нар.. 12 вересня 1997) — британський актор, відомий своєю роллю Айзека Гудвіна в серіалі Netflix «Сексуальна освіта».

## Життєпис та кар'єра
Робінсон народився 1997 року в Ноттінгемі в сім'ї Саймона та Гілл і виріс у селі Максі поблизу Пітерборо. У нього є молодший брат Едвард «Едді». Вони обоє відвідували Стемфордську школу, і сім'я переїхала ближче до Стемфорда в 2015 році. Робінсон зацікавився акторською майстерністю в 13-річному віці.
У 17-річному віці Джордж Робінсон вирушив у шкільний регбі-тур до Південної Африки. 27 липня 2015 року він отримав важку травму шиї хребта під час спроби підкату під час гри проти DF Malan High School у Беллвіллі поблизу Кейптауна. Його доставили до реанімації приватної лікарні Меломед Бельвілл, де його прооперували. Тут він пробув на лікуванні 37 днів. Його відвідав Гью Джонс. Після відключення від апарату штучної вентиляції легенів Робінсона було доставлено назад до Англії санітарною авіацією. Джордж Робінсон провів ще додаткові 5 тижнів у лікарні Addenbrooke's Hospital у Кембриджі, а потім 10 місяців на реабілітації в Princess Royal Spinal Unit у Шеффілді.
В результаті аварії Робінсон страждає на тераплегію та користується інвалідним візком з механічним приводом. Аварія активно висвітлювалася в засобах масової інформації та привернула увагу громадських діячів як у спільноті регбі, так і поза нею. Друзі родини започаткували збір коштів «#TeamGeorge», кошти від якого пішли на обладнання та довгостроковий догляд Робінсона.
Завдяки підтримці Стемфорда Робінсон зміг повернутися до навчання та здобути свідоцтво про середню освіту в 19-річному віці з безумовною пропозицією вступити до Бірмінгемського університету. Він призупинив навчання з філософії, коли його взяли на роль регулярного серіалу в другому сезоні комедійної драми Netflix «Сексуальна освіта». Інвалідність його персонажа Айзека була написана навколо реального життя актора, і Робінсон був включений у творчий процес.
Робінсон виступив на дискусії з питань репрезентації інвалідів та поводження з ними на робочому місці на Единбурзькому телефестивалі 2021 року. Того ж року Джордж Робінсон з'явився у двох епізодах серіалу Channel 5 Dalgliesh і був відібраний до списку нагород BAFTA.
Робінсон збирається зніматися в навчальному фільмі для благодійної організації Back Up Trust. Він також зіграє головну роль (Джон Маккламрок) у фільмі «Натюрморт», заснованому на однойменній науково-популярній статті у Texas Monthly, написаній Скіпом Голландсвортом у 2009 році про Джона Маккламрока та його матір Енн.

## Фільмографія
| рік       | Назва             | Роль             | Примітки               |
| --------- | ----------------- | ---------------- | ---------------------- |
| 2020–2023 | Сексуальна освіта | Ісаак Гудвін     | Сезони 2-4             |
| 2021      | Далгліш           | Генрі Карвардайн | 1-й сезон, 3 і 4 серії |
| 2022      | Ідеально          | Ліам Едвардс     | Пілот (ефір)           |

## Аудіо
- Лайфхаки для BBC Radio One